# Стів Перрімен
Стів Перрімен (англ. Steve Perryman, нар. 21 грудня 1951) — англійський футболіст, що грав на позиції захисника, та футбольний тренер. Футболіст року за версією АФЖ (1982).

## Клубна кар'єра
Розпочав грати у футбол в клубі «Тоттенгем Готспур». За свою сімнадцятирічну кар'єру в «Тоттенгемі», він став володарем Кубка УЄФА у 1972 та 1984 роках (зігравши обидві гри у фіналі 1972 року і лише одну у фіналі 1984 року), кубку Англії у 1981 і 1982 роках та Кубка Ліги в 1971 і 1973 роках. У 1982 році Перріман був визнаний футболістом року в Англії за версією журналістів, йому також належить клубний рекорд по кількості проведених матчів за «Тоттенгем», він зіграв 854 ігри за клуб. 
Після відходу з «Вайт Гарт Лейн», Перріман переїхав у «Оксфорд Юнайтед» у 1986 році, а потім у «Брентфорд» як граючий тренер, де і завершив кар'єру у 1990 році.

## Виступи за збірну
Перріман зіграв один матч у складі національної збірної Англії, вийшовши на заміну на 70-й хвилині у матчі проти Ісландії 2 червня 1982 року.

## Тренерська кар'єра
Завершивши кар'єру граючого тренера, 1990 року Перрімен очолив «Вотфорд», де пропрацював до 1993 року. У листопаді 1994 року він також обіймав посаду виконувача обов'язків головного тренера «Тоттенгем Готспур».
1995 року керував норвезьким «Стартом», а з 1999 року працював у Японії з клубом «Сімідзу С-Палс», ставши віце-чемпіоном Японії 1999 року і переможцем Кубка володарів кубків Азії у 2000 році. Після цього Стів очолював інший японський клуб «Касіва Рейсол».
З 2003 року є спортивним директором клубу в «Ексетер Сіті». 5 травня 2012 року під час перегляду фінальної домашньої гри «Ексетера» у сезоні 2011/12 проти «Шеффілд Юнайтед» Перрімену стало погано і він був доставлений до лікарні Дерріфорд в Плімуті, де пройшов успішну операцію на серці. Через місяць він з'ясував, що він міг би померти, якщо б він не мав негайної медичної допомоги на місці. Він сказав, що хоче відновити свою роботу в «Ексетер Сіті» найближчим часом.

## Досягнення

### Як гравця
«Тоттенгем»
- Володар Кубка футбольної ліги: 1970–71, 1972–73
- Володар Кубка УЄФА: 1971–72, 1983–84
- Володар Кубка Англії: 1980–81, 1981–82

### Як тренер
- Володар Кубка володарів кубків Азії: 2000

### Індивідуальні
- Футболіст року за версією Асоціації футбольних журналістів: 1982
- Тренер року в Джей-лізі: 1999